# Filchneria olgae
Filchneria olgae is een steenvlieg uit de familie Perlodidae. De wetenschappelijke naam van de soort is voor het eerst geldig gepubliceerd in 1875 door McLachlan.